# Кастелфидардо
Кастелфидардо (итал. Castelfidardo) насеље је у Италији у округу Анкона, региону Марке.
Према процени из 2011. у насељу је живело 14892 становника. Насеље се налази на надморској висини од 136 м.

## Становништво
| 1936. | 1951. | 1961.  | 1971.  | 1981.  | 1991.  | 2001.  | 2011.  |
| ----- | ----- | ------ | ------ | ------ | ------ | ------ | ------ |
| 7.735 | 9.766 | 11.901 | 12.459 | 14.302 | 15.321 | 16.917 | 18.645 |

## Партнерски градови
- Lodovico Castelvetro
- Клингентал
- Кастелветро ди Модена